# Almas (Sao Tomé-et-Principe)
Almas (ou Vila de Almas) est une localité de Sao Tomé-et-Principe située au nord-est de l'île de São Tomé, dans le district de Mé-Zóchi.

## Climat
Almas est doté d'un climat tropical de type As selon la classification de Köppen, avec une température annuelle moyenne de 26,3 °C.

## Population
Lors du recensement de 2012, 1 255 habitants y ont été dénombrés.